# Вацулек, Карл
Карл Вацулек (нем. Karl Wazulek; 13 декабря 1914, Вена — 10 марта 1958) — австрийский конькобежец, серебряный призёр чемпионата мира 1938 года, чемпион Европы 1935 и бронзовый призёр 1934 года.

## Биография
Карл Вацулек дважды завоёвывал медали на чемпионате Европы: в 1934 бронзу, а в 1935 золото, победив на дистанции 1500 метров. В 1936 году был участником Олимпийских играх 1936 года, он стартовал в забегах на всех дистанциях — 500, 1500, 5000 и 10 000 метров, но остался без медалей. В 1938 году завоевал серебро на чемпионате мира, уступив только норвежцу Ивару Баллангруду. Трижды становился серебряным призёром чемпионатов Австрии в классическом многоборье (1935, 1937, 1938), все три раза его опережал Макс Штипл.

## Спортивные достижения
| Год  | Чемпионат Европы | ЧМ многоборье | Олимпийские игры                           |
| ---- | ---------------- | ------------- | ------------------------------------------ |
| 1934 | 3                | NS2           |                                            |
| 1935 | 1                | 7e            |                                            |
| 1936 | 5e               | NC30          | 13e 500 м 6e 1500 м 8e 5000 м 11e 10 000 м |
| 1937 | 5e               | 8e            |                                            |
| 1938 | 5e               | 2             |                                            |
| 1939 | 13e              | NS3           |                                            |

NC = не отобрался на заключительную дистанцию
NS = не выступал на дистанции